# ليانا دي بوجي
ليانا دي بوجي (2 يوليو 1869 - 26 ديسمبر 1950) هي كانت راقصة فرنسية في فولي بيرجير.